# Podotheca gnaphalioides
Podotheca gnaphalioides là một loài thực vật có hoa trong họ Cúc. Loài này được Graham miêu tả khoa học đầu tiên năm 1841.